# San Pietro di Cadore
San Pietro di Cadore (San Pieru in ladino) è un comune italiano di 1 450 abitanti della provincia di Belluno in Veneto.

## Geografia fisica
Il paese di San Pietro di Cadore si colloca a 1038 m s.l.m. nel Comelico Inferiore.

## Storia

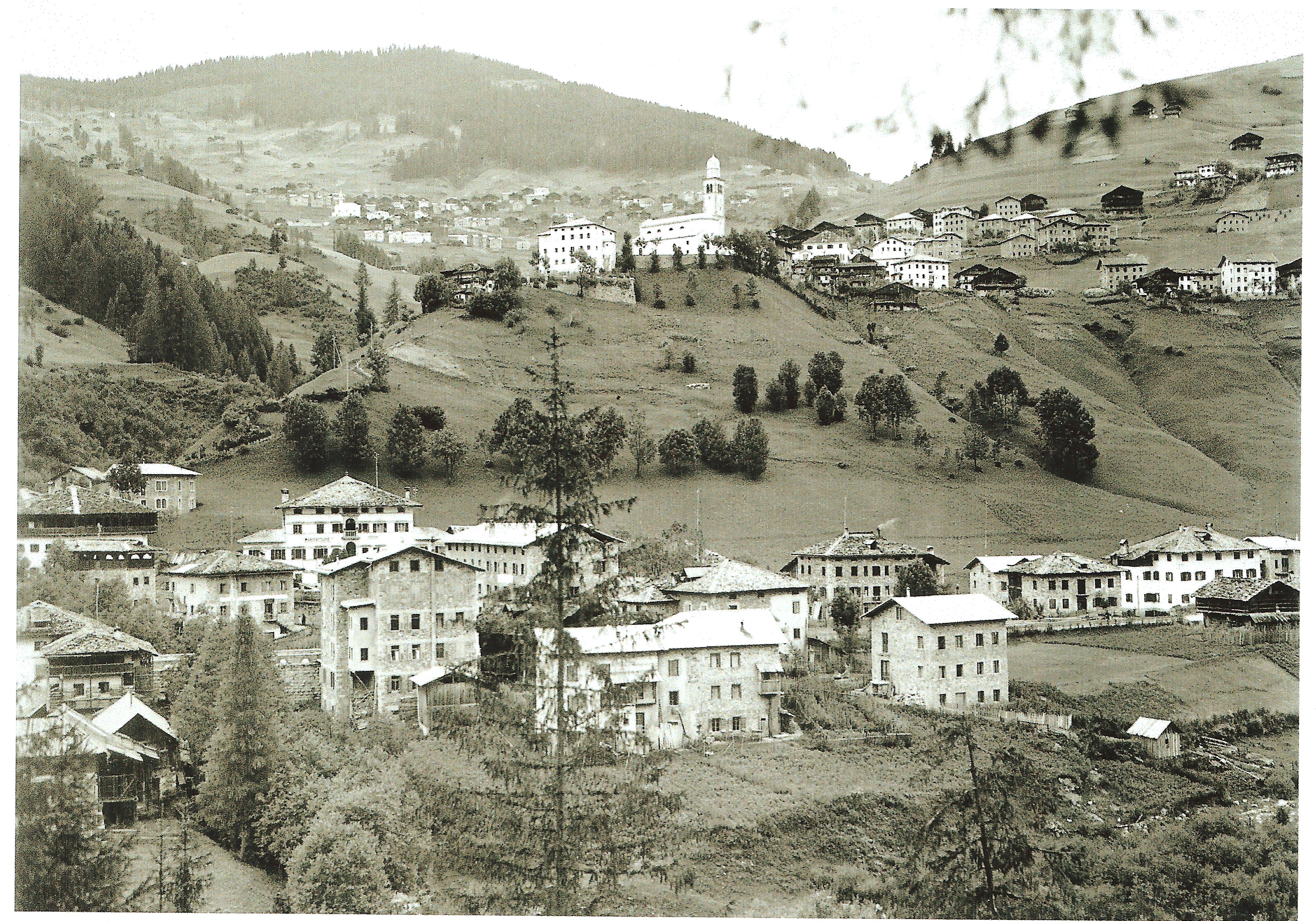
San Pietro di Cadore

Le prime notizie storiche risalgono al XII secolo, anche se il territorio deve essere stato occupato già anteriormente. Nel Medioevo, il paese divenne la sede del Centenaro, recando il nome di Oltrerino; la comunità era regolata da un Laudo scritto. La denominazione Oltrerino (Otarìn nella parlata locale) deriva dal confine con il comune di Santo Stefano, segnato dal torrente Rin (il cui nome deriva a sua volta da una diffusa radice indoeuropea, significante "scorrere").
Il territorio, ricco di boschi di abeti, rientrò nella sfera d'interesse della Serenissima repubblica di Venezia, che estese sul Cadore il proprio dominio agli inizi del Quattrocento. L'egemonia di San Marco significò per tutta la valle un periodo di grande fervore economico: le pressanti richieste veneziane di legname spesso superavano l’offerta, dando vita ad attività imprenditoriali, prima quasi sconosciute. Tra le famiglie di mercanti, quella dei Poli si distinse maggiormente per fedeltà alla Serenissima: quando i confini veneziani vennero minacciati dalle truppe nemiche, i Poli donarono migliaia di ducati d’oro per l’approvvigionamento dell’esercito di San Marco.
Nella storia successiva del paese non si segnalano altri eventi di particolare rilievo. La denominazione del comune fu quindi San Pietro fino al 1868; dal 1868 al 1957 fu San Pietro Cadore.
Nel 1869 la frazione di Valle, a nord-est del paese principale, fu distrutta da un violento incendio.

### Simboli
Stemma
(Art. 4 c. 4 dello Statuto comunale)
Gonfalone
(Art. 4 c. 3 dello Statuto comunale)

## Monumenti e luoghi d'interesse

### Palazzo Poli-De Pol

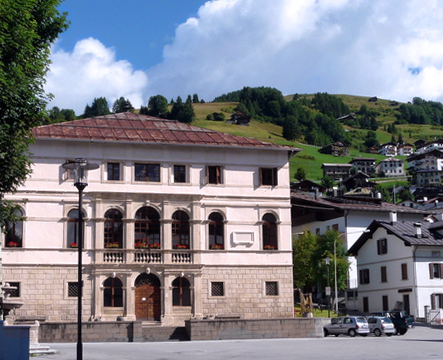
Palazzo Poli-De Pol.

Palazzo Poli-De Pol venne edificato nel 1665-7 su commissione della famiglia Poli, potente schiatta di notai che esercitava il commercio del legname. L'imponente capitale accumulato con queste attività, permise loro di comprare l'ingresso nella nobiltà veneta versando nel 1663 alla Serenissima oltre 100 000 ducati. Poco dopo cominciò la costruzione del palazzo, che rimanda a caratteristiche tipiche delle ville venete: esso rappresenta il più riuscito trapianto in Cadore dell'architettura gentilizia di pianura. L'elegante struttura è a tre piani, con facciata attribuita a Baldassarre Longhena dotata di cornici marcapiano.
Il piano terra è decorato a bugnato, con trifora centrale con archi a tutto sesto, replicata al piano nobile con una balaustra a colonnine. All'interno, il salone centrale del piano terra è pavimentato a intarsi marmorei con motivi geometrici. Al piano nobile è presente un ciclo di affreschi di Girolamo Pellegrini, in tre sale e diversi soffitti: tra gli altri, i giochi di putti, tre scene con storie di Cleopatra e Augusto, e un soffitto con Mercurio e Minerva tra le Virtù Cardinali. Raffinato anche il ballatoio ligneo interno. Il palazzo venne ceduto nel 1813 alla famiglia De Pol, che lo conservò fino al 1930, allorché il comune di San Pietro l'acquistò, trasformandolo in municipio (ancora oggi sede ufficiale del comune, con uffici, biblioteca e archivio comunali).

### Palazzo Cesco

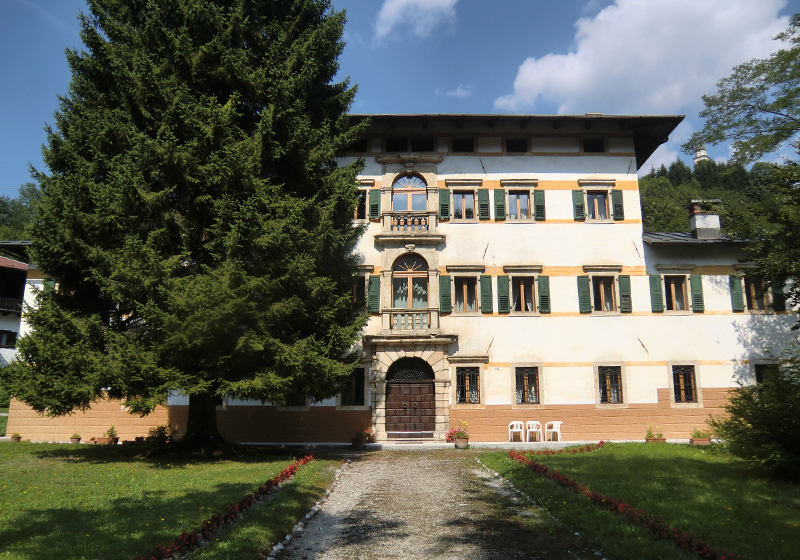
Palazzo Cesco

La villa affrescata settecentesca nella borgata di Mare, appartenuta alla famiglia Cesco, è oggi di proprietà privata. Annesso all'edificio un fabbricato con decorazioni esterne neoclassiche. Interessante sull'esterno una meridiana ad ora italica, decorata con l'immagine della morte armata di falce.

### Villa Pradetto Battel
Villa della prima metà del XX secolo nella frazione di Mare, con rimandi allo stile cadorino. Costruita dalla omonima antica famiglia cadorina, presenta tre piani con elementi in legno sulla facciata e torretta belvedere laterale. Negli interni pavimenti in terrazzo veneziano, antichi arredi e collezione di mappe della zona.

### Chiesa di San Pietro Apostolo
La chiesa di San Pietro Apostolo è parrocchiale dal 1857, in seguito al distacco da Santo Stefano. Precedentemente era sede di una curazia: la chiesa di stile gotico è stata eretta originariamente nel XIII secolo, quindi rifatta ed ampliata nel Settecento. All'interno troviamo una pala con i Santi Paolo, Pietro e Simone, attribuita a Marco Vecellio, e un organo Barbieri.

### Museo Etnografico "Casa Angiul Sai"

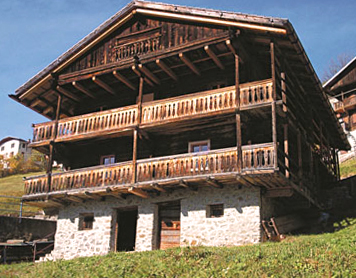
Casa Angiul Sai

Situata nella frazione di Costalta in un fabbricato storico, esempio di dimora arcaica, questa casa-museo è dedicata all'architettura rurale montana. Sviluppata su tre piani, essa si divide in due parti: l'abitazione e i vani a destinazione rurale. Il museo, oltre a testimoniare il modo tradizionale di vivere della vallata disponendo di appositi itinerari di visita, ospita anche mostre temporanee (scultura, artigianato, fotografia).

### La miniera di Salafossa
Lungo la SR 355 sul fiume Piave in prossimità della frazione di Presenaio, nella località di Salafossa è stata svolta dal 1959 al 1986 un'attività mineraria, con estrazione di zinco (un quarto della produzione italiana) e piombo. Tra i maggiori giacimenti delle Alpi, la miniera nel suo periodo d'attività ha dato lavoro a circa 250 persone, rappresentando la maggior fonte di reddito per il Comelico Inferiore. Le sue strutture, esempio di moderna tecnica mineraria, oggi dismesse, si svolgono soprattutto in galleria: la miniera di Salafossa costituisce anzi un notevole esempio di archeologia industriale sotterranea. Le prime testimonianze di sfruttamento della miniera tuttavia riportano molto più indietro, al 1544. Il sito, in disuso, è visitabile previo contatto dell'Ufficio Turistico a Santo Stefano di Cadore.

### Parrocchiale di Sant'Anna
A Costalta è presente una chiesa parrocchiale dedicata a sant'Anna, risalente in origine al Cinquecento e oggetto di rifacimenti nel 1820 e nel 1862. Nel 1963 è stata eretta a parrocchiale.

## Società

### Evoluzione demografica
Abitanti censiti

## Cultura

### Istruzione
Nella frazione di Presenaio si situa la scuola pubblica che raccoglie in un unico edificio scuola dell'infanzia, scuola primaria e scuola secondaria di primo grado. Durante l'anno scolastico 2014/2015 gli alunni hanno organizzato una mostra sulle tradizioni popolari e musicali in Comelico. La mostra, aperta dal 21 maggio 2015 al 22 maggio 2015, è stata allestita presso il famoso nonché amato dai sanpietrini Palazzo Poli de Pol.

### Musica
- Gruppo musicale di Costalta: gruppo formatosi nel 1983.

## Geografia antropica
Le 4 frazioni che compongono il comune (Costalta, Presenaio, San Pietro e Valle) derivano dall'antico "Commun d'oltre Rino" dove il termine "Commun" non stá a Significare Comune così come introdotto dall'ordinamento napoleonico, ma piuttosto  "la comunanza delle antiche famiglie locali" riunite in apposite "fabule" (ora Regole) dotate di un proprio "laudo" o statuto che raccoglie le norme e le consuetudini che hanno consentito e consentono l'amministrazione del vasto patrimonio agro-silvo-pastorale che si tramanda di padre in figlio per vincolo agnatizio.  Le frazioni sono a loro volta divise in agglomerati urbani piccoli (Postauta, Stavello, Parnedante e Parnedoi, Vilavecia, Furia) e grandi come ad esempio la borgata Mare, primo paese che s'incontra provenendo da Santo Stefano, situata, assieme a Presenaio lungo l'asta del Piave ed attraversate dalla strada regionale 355 di Val Degano.
La frazione di Presenaio (Parnei) deriva il suo nome dal latino pratum Ienuarii e si lega forse al restringimento della valle del Piave dove si colloca la frazione (ianua = porta).
- Valle (Val), anche detta Valle di San Pietro per non confonderla con Valle di Cadore.
- Costalta (Costàuta): sorge a 1303 m s.l.m. ed è la frazione più alta del comune di San Pietro di Cadore.
- San Pietro (Sampiero) è anche la frazione che ha dato il nome al Comune e nella quale ha sede la residenza municipale ubicata nel seicentesco Palazzo Poli.

## Infrastrutture e trasporti

### Strade
Le frazioni di Mare e Presenaio sono attraversate dalla strada statale 355 della Val Degano, che proveniente dalla Carnia, entra in Veneto a Santo Stefano di Cadore e tocca appunto Presenaio come primo paese del Comelico.
San Pietro di Cadore è attraversato dalla SP 17 di San Pietro ed è possibile raggiungerlo da Presenaio o da Mare.
Costalta invece è attraversata dalla SP 30 Panoramica del Comelico ed è raggiungibile da Costalissoio (anch'essa attraversata dalla SP 30) o dall'incrocio per raggiungere San Pietro di Cadore da Mare.

### Mobilità urbana
Il servizio extraurbano DolomitiBus garantisce il collegamento dei paesi del comune con autobus di linea.

## Amministrazione
| Periodo        | Periodo        | Primo cittadino           | Partito                           | Carica  | Note   |
| -------------- | -------------- | ------------------------- | --------------------------------- | ------- | ------ |
| 23 giugno 1985 | 21 marzo 1990  | Tito Cesco Gaspere        | PSI                               | Sindaco | [ 9 ]  |
| 21 marzo 1990  | 24 aprile 1995 | Tito Cesco Gaspere        | PSI                               | Sindaco | [ 10 ] |
| 24 aprile 1995 | 14 giugno 1999 | Varzi Pradetto Battel     | indipendente                      | Sindaco | [ 11 ] |
| 14 giugno 1999 | 14 giugno 2004 | Varzi Pradetto Battel     | lista civica                      | Sindaco | [ 12 ] |
| 14 giugno 2004 | 8 giugno 2009  | Silvano Pontil Scala      | lista civica                      | Sindaco | [ 12 ] |
| 8 giugno 2009  | 26 maggio 2014 | Silvano Pontil Scala      | lista civica                      | Sindaco | [ 13 ] |
| 26 maggio 2014 | 27 maggio 2019 | Elisabetta Casanova Borca | lista civica Uniti per San Pietro | Sindaco | [ 14 ] |
| 27 maggio 2019 | 10 giugno 2024 | Manuel Casanova Consier   | lista civica Identità e futuro    | Sindaco | [ 15 ] |
| 10 giugno 2024 | in carica      | Manuel Casanova Consier   | lista civica Identità e futuro    | Sindaco | [ 16 ] |

### Altre informazioni amministrative
Il comune è parte dell'Unione montana Comelico e Sappada.